# Maximilianus Raguzzi
Maximilianus Raguzzi (falecido em 1639) foi um prelado católico romano que serviu como bispo de Vulturara e Montecorvino (1637–1639).

## Biografia
No dia 17 de agosto de 1637, Maximilianus Raguzzi foi nomeado durante o papado de Urbano VIII como Bispo de Vulturara e Montecorvino. A 6 de setembro de 1637, foi consagrado bispo com Tommaso Carafa, Bispo de Vulturara e Montecorvino, servindo como co-consagrador. Serviu como Bispo de Vulturara e Montecorvino até à sua morte em 1639.
Enquanto bispo, foi o principal co-consagrador de Celestino Puccitelli, Bispo de Ravello e Scala (1637).